# Constituição do Haiti
A Constituição do Haiti (em francês: Constitution d'Haïti) é a lei suprema da República do Haiti, promulgada em 1987 e aplicada com totalidade somente em 1994. A atual constituição haitiana, 23ª da história do país, tem como modelo a Constituição dos Estados Unidos e a da França.

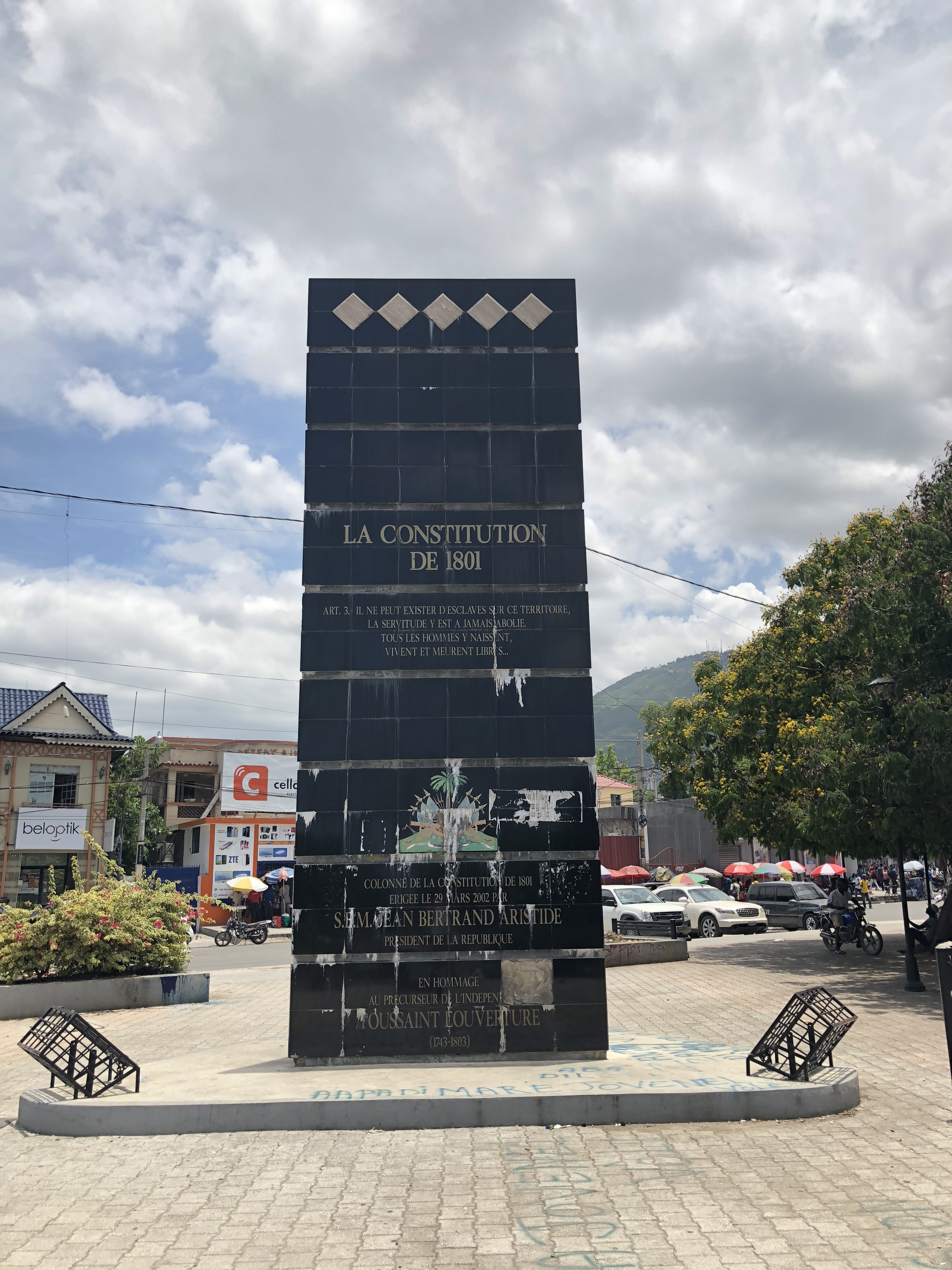
Monumento da Constituição na capital haitiana Port-au-Prince